# Quartiere Spaventa

Mappa del quartiere

Il quartiere Spaventa è un complesso di edilizia popolare di Milano, sito nella zona meridionale della città, lungo il Naviglio Pavese; prende il nome dalla via Silvio Spaventa, su cui prospetta.

## Storia
La costruzione del quartiere venne decisa dal Comune di Milano nell'ambito di un piano di case popolari, elaborato nel 1906-07 per contribuire a lenire l'emergenza abitativa dettata dalla forte crescita demografica.
Il piano prevedeva la costruzione di 3 800 locali divisi in quattro quartieri (oltre allo Spaventa, il Lulli, il Mac Mahon, il Tibaldi), non in grado di incidere sull’espansione urbana complessiva, per la loro limitata estensione.
La costruzione del quartiere Spaventa iniziò nel 1909 ad opera del Comune di Milano, che attraverso il proprio Ufficio Tecnico progettò due fabbricati di quattro piani a corte aperta, posti in fregio a via Spaventa, separati da un edificio di villette a schiera antistante un fabbricato dei servizi, contenente i bagni, i lavatoi e un asilo infantile.
Nello stesso anno si costituì l'Istituto Autonomo Case Popolari (ICP), che subitò acquisì un lotto di terreno immediatamente a nord degli edifici già costruiti, aggiungendo al quartiere ulteriori fabbricati, su progetto di Innocenzo Costantini, compiuti nel 1910.
Per il collegamento del quartiere al centro cittadino si provvide nel 1909 a prolungare la linea Ticinese delle tranvie urbane, dal capolinea esistente di via Tibaldi a via Spaventa, costeggiando il Naviglio Pavese.

## Caratteristiche
Il quartiere, similmente ad altri realizzati a Milano negli stessi anni, si compone di fabbricati di tipologia diversa, così da poter confrontare diverse soluzioni e la loro rispondenza alle esigenze.
I fabbricati costruiti dal Comune sono posti in fregio a via Spaventa. Si tratta di due edifici a cortile aperto, di quattro piani, i cui appartamenti sono disimpegnati da pianerottoli o da brevi ballatoi; fra questi due edifici sorge un fabbricato di due piani, adibito a villette a schiera.
I fabbricati costruiti dall'ICP, posti all'interno del lotto, sono edifici a blocco, disposti in maniera frammentata a seconda degli spazi disponibili, ma approssimativamente disposti in file parallele con orientamento nord-sud, separati da fasce ad orto-giardino.
Complessivamente il quartiere conta 397 alloggi.